# 深水魯氏魚
深水魯氏魚為黑頭魚科的其中一種，為深海魚類，分布於全球各大海洋海域，深度450-2300公尺，體長可達48公分，棲息在中層水域，生活習性不明。

## 扩展阅读
維基物種上的相關：深水魯氏魚